# Зенон Беліна Бжозовський
граф Зенон Беліна Бжозовський (пол. Zenon Brzozowski) (1877 — 1939) — польський державний діяч, дипломат. Одеський представник Департаменту рееміграції Польського Королівського посольства в Києві. Консул Польщі в Одесі (1918—1919).

## Життєпис
Народився у 1877 році. Володів маєтками на Поділлі, а в Одесі оселився на початку Першої світової війни, брав активну участь у діяльності ряду місцевих польських організаціях, був членом редакційного комітету «Tygodnika Odeskiego» «Одеського тижневика», управління Польського товариства з підтримки жертв війни і Товариства зі сприяння розвитку польської гімназії ім. Т. Костюшка.
Обов'язки Зенона Бжозовського розширилися в кінці 1918 р., коли потрібно було сприяти мобілізації поляків, з метою реорганізації прибулої до міста бригади польських стрільців до рівня дивізії. В грудні 1918 р. створення консульства в Одесі було завершено. Консулом призначили Зенона Беліна Бжозовського, який працював з польським посольством в УНР. Консульство працювало з 5 січня 1919 — до початку квітня 1919 р. Першим офіційним документом, підписаним консулом, було повідомлення про набір до війська всіх поляків, що народилися в 1883—1901 рр. Зенон Бжозовський, також, виконував представницькі функції, виступаючи від імені польського уряду перед керівництвом військ Антанти, а також брав участь в урочистих заходах, організованих місцевою польською громадою і командуванням дивізії польських стрільців.
Наприкінці березня — початку квітня почався новий наступ більшовиків. Консул посилено шукав підтримки від Антанти в організації евакуації поляків. В результаті, в перші дні квітня, не вдалося навіть організувати евакуацію консульства та його архіву, а в Одесі залишилася частина співробітників консульства, зокрема сім'я консула. Сам консул залишив місто, ймовірно, в ніч із 3 на 4 квітня. Після ознайомлення з архівом польського консульства в Одесі більшовики його знищили, співробітників консульства та дружину Ізабелу Бжозовську заарештували, але незабаром звільнили. У липні більшовики впустили до міста консула Зенона Бжозовського, який прибув на кораблі разом із кількома сотнями російських солдат, що поверталися із Франції.
Не маючи відповідних повноважень від більшовиків, він все одно здійснював свої повноваження. Зенону Бжозовському вдалося отримати дозвіл на виїзд 64 поляків, які були перевезені на французькому військовому кораблі до румунського порту Галац. Як консул Бжозовський офіційно повернувся до Одеси наприкінці серпня 1919 р. Робота консульства Польщі поновилася 5 вересня 1919 року в новому приміщенні у штаб-квартирі Католицького Благодійного Товариства. Це було зроблено попри помітну втомленість Бжозовського, який попросив відставки, відправивши із запитом в кінці серпня — на початку вересня до Варшави свого секретаря Цезара Березовського. На чолі консульства Зенон Бжозовський перебував до прибуття нового консула. 24 жовтня 1919 р. він на цій посаді підписав останнього листа, адресованого уповноваженому в справах «біженців». 20 вересня 1919 новим польським консулом в Одесі було призначено Станіслава Сроковського.